# صفط اللبن
صفط اللبن هي إحدى شياخات حي بولاق الدكرور الواقعة في محافظة الجيزة بمصر، وحسب إحصاءات سنة 2006، بلغ إجمالي السكان في صفط اللبن 104547 نسمة، منهم 53036 رجل و51511 امرأة.